# San Felipe Tejalapam
San Felipe Tejalapam là một đô thị thuộc bang Oaxaca, México. Năm 2005, dân số của đô thị này là 6221 người.